# Sonate K. 333
Pour la sonate de Mozart, voir Sonate pour piano no 13 de Mozart.
La sonate K. 333 (F.281/L.269) en ré majeur est une œuvre pour clavier du compositeur italien Domenico Scarlatti.

## Présentation
La sonate K. 333 en ré majeur est notée Allegro et battue  d'abord, alors que sa seconde partie est notée Allegrissimo à 
. Le contraste des tempi, mesures et caractères évoque deux sonates dont Scarlatti n'aurait réalisé que deux moitiés.

## Manuscrits
Le manuscrit principal est le numéro 8 du volume VII (Ms. 9778) de Venise (1754), copié pour Maria Barbara ; les autres sources manuscrites sont le premier numéro de Parme IX (Ms. A. G. 31414) et le numéro 8 du manuscrit Ayerbe de Madrid (E-Mc, ms. 3-1408).

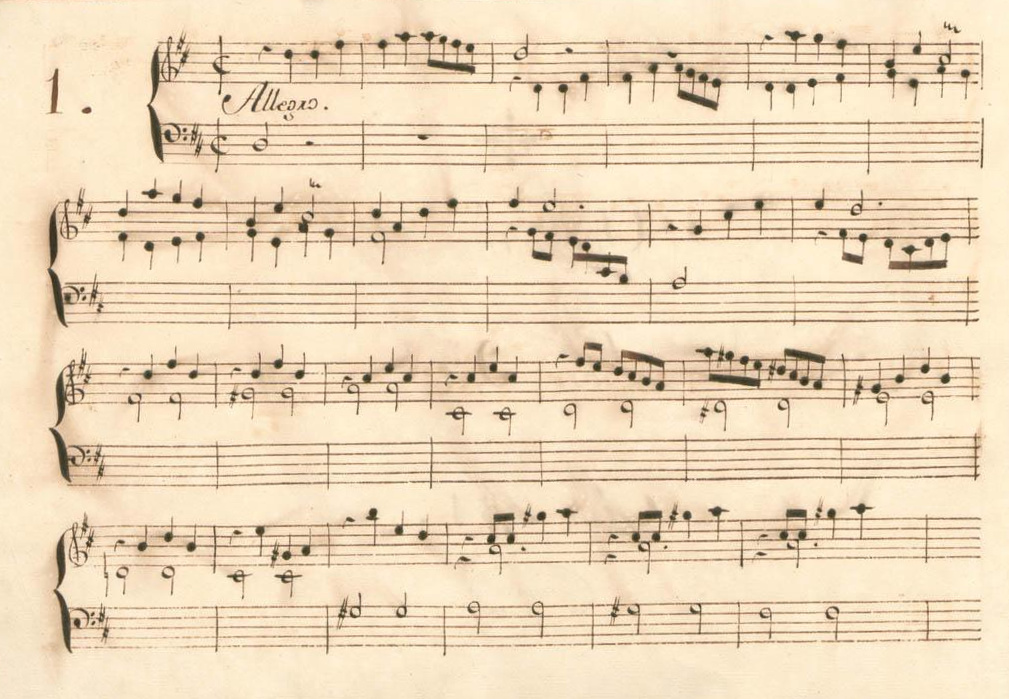
Parme IX 1.
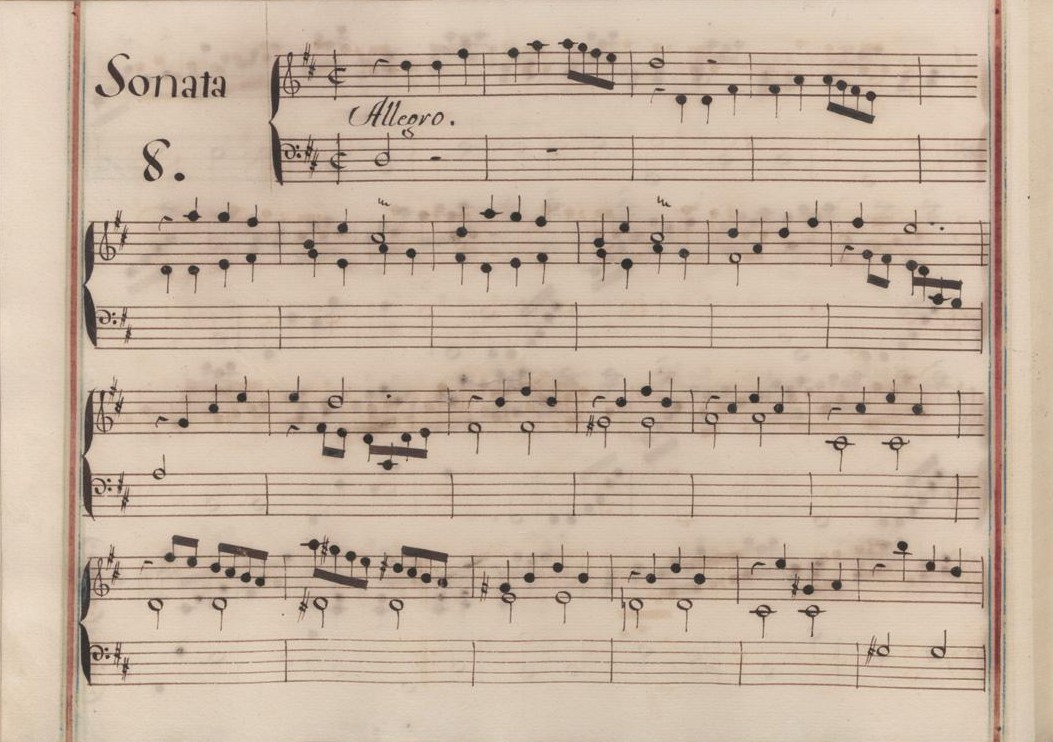
Venise VII 8.
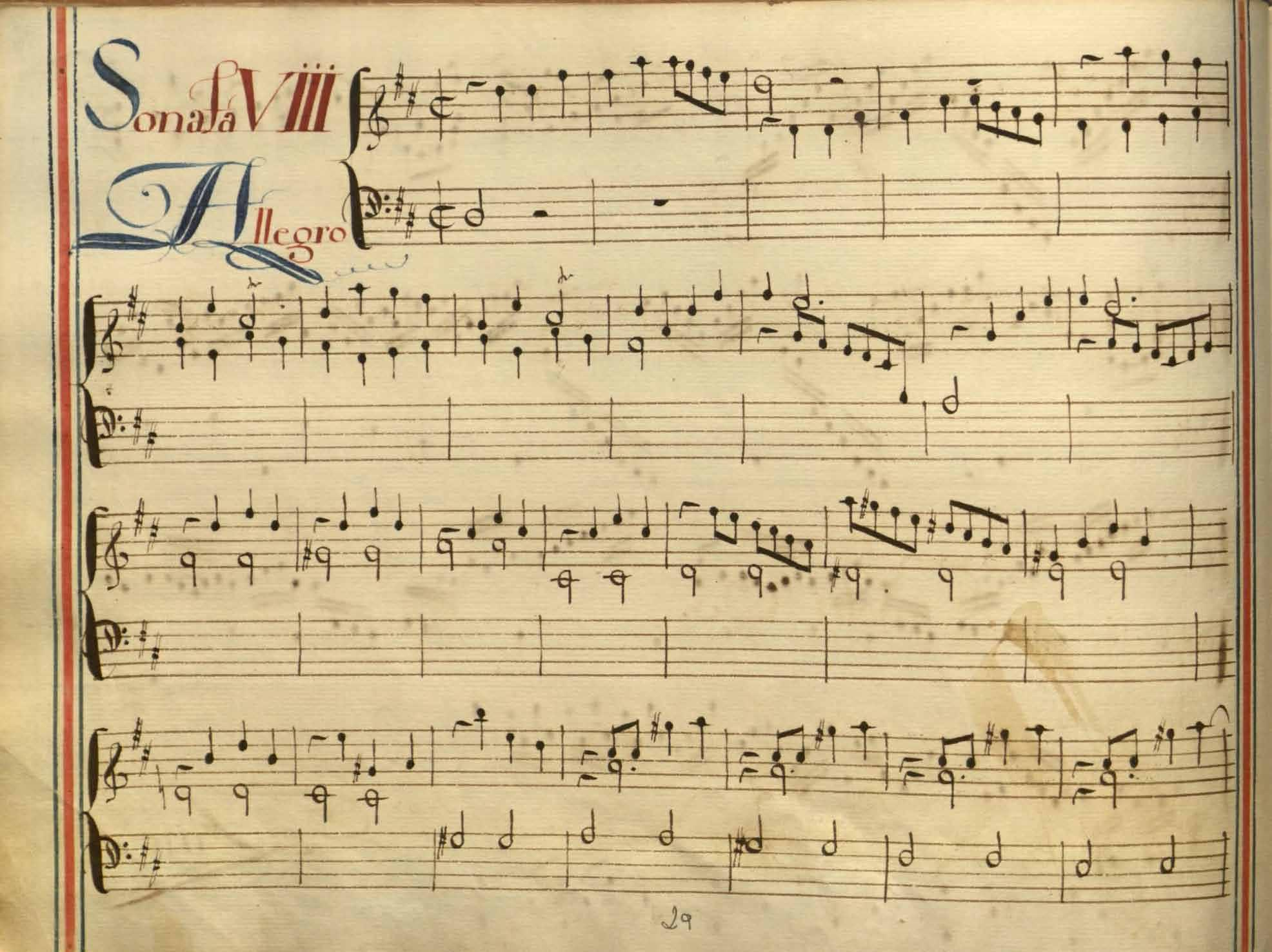
Manuscrit de Madrid.

## Interprètes
La sonate K. 333 est peu enregistrée. Cependant elle est interprétée au piano par Carlo Grante (2016, Music & Arts, vol. 4) et Bruno Vlahek (2019, Naxos ; au clavecin par Scott Ross (1985, Erato), Richard Lester (2003, Nimbus, vol. 3) et Pieter-Jan Belder (Brilliant Classics).

## Sources
: document utilisé comme source pour la rédaction de cet article.
- Ralph Kirkpatrick (trad. de l'anglais par Dennis Collins), Domenico Scarlatti, Paris, Lattès, coll. « Musique et Musiciens », 1982 (1re éd. 1953 (en)), 493 p. (OCLC 954954205, BNF 34689181).
- Alain de Chambure, « Domenico Scarlatti : Intégrale des sonates — Scott Ross », p. 204, Erato (2564-62092-2), 1985 (OCLC 891183737) .
- (es) Laura Cuervo Calvo, « El manuscrito Ayerbe : una fuente española de las sonatas de Domenico Scarlatti de mediados del siglo XVIII », Ad Parnassum, Ut Orpheus Edizioni, vol. 13, no 25,‎ avril 2015, p. 1–26 (ISSN 1722-3954, OCLC 1006521868, lire en ligne)